# ساس (برنامج)
ساس («نظام التحليل الإحصائي» سابقًا) (بالإنجليزية: SAS (software))‏ عبارة عن مجموعة برامج إحصائية تم تطويرها بواسطة معهد ساس لإدارة البيانات والتحليلات المتقدمة والتحليل متعدد المتغيرات وذكاء الأعمال والتحقيق الجنائي والتحليلات التنبؤية. تم تطوير ساس في جامعة ولاية كارولينا الشمالية من عام 1966 حتى عام 1976، عندما تم تأسيس معهد ساس. وتطَّور ساس كذلك في الثمانينيات والتسعينيات مع إضافة إجراءات إحصائية جديدة ومكونات إضافية وإدخال برنامج الرصد المشترك. تمت إضافة واجهة التأشير والنقر في الإصدار 9 في عام 2004. تمت إضافة منتج تحليلات الوسائط الاجتماعية في عام 2010.

## نظرة عامة فنية ومصطلحات
ساس عبارة عن مجموعة برمجيات يمكنها التنقيب عن البيانات وتعديلها وإدارتها واسترجاعها من مجموعة متنوعة من المصادر وإجراء تحليل إحصائي عليها. توفر ساس واجهة مستخدم رسومية بنقرة وإشارة للمستخدمين غير التقنيين والمزيد من خلال لغة ساس.
تحتوي برامج ساس على خطوات (DATA) داتا، والتي تقوم باسترداد البيانات ومعالجتها، وخطوات بروس (PROC) التي تقوم بتحليل البيانات. تتكون كل خطوة من سلسلة من العبارات.
تحتوي خطوة داتا على عبارات قابلة للتنفيذ تؤدي إلى اتخاذ البرنامج إجراء، وبيانات توضيحية توفر إرشادات لقراءة مجموعة بيانات أو تغيير مظهر البيانات. تتكون خطوة البيانات من مرحلتين: التجميع والتنفيذ. في مرحلة التجميع، تتم معالجة العبارات التصريحية وتحديد الأخطاء النحوية. بعد ذلك، تعالج مرحلة التنفيذ كل بيان قابل للتنفيذ بالتتابع. يتم تنظيم مجموعات البيانات في جداول مع صفوف تسمى «الملاحظات» وأعمدة تسمى «المتغيرات». بالإضافة إلى ذلك، يحتوي كل جزء من البيانات على واصف وقيمة.
تتكون خطوة بروس من بيانات بروس التي تستدعي إجراءات محددة. تقوم الإجراءات بإجراء التحليل والإبلاغ عن مجموعات البيانات لإنتاج الإحصاءات والتحليلات والرسومات. هناك أكثر من 300 إجراء مسمى وكل منها يحتوي على مجموعة كبيرة من البرمجة والعمل الإحصائي. يمكن لبيانات بروس أيضًا عرض النتائج أو فرز البيانات أو إجراء عمليات أخرى.
وحدات ماكرو ساس عبارة عن أجزاء من التعليمات البرمجية أو المتغيرات التي تم ترميزها مرة واحدة والإشارة إليها لأداء مهام متكررة.
يمكن نشر بيانات ساس في صيغ أتش تي إم إل وبي دي إف وإكسل وآر تي إف وغيرها باستخدام نظام تسليم المخرجات، والذي تم تقديمه لأول مرة في عام 2007. دليل ساس إنتربرايز هو واجهة ساس للتأشير والنقر. يقوم بإنشاء رمز لمعالجة البيانات أو إجراء التحليل تلقائيًا ولا يتطلب استخدام خبرة برمجة ساس. تحتوي مجموعة برامج ساس على أكثر من 200 مكون تتضمن بعض مكونات ساس:
- بيز ساس - الإجراءات الأساسية وإدارة البيانات
- ساس / ستات - التحليل الإحصائي
- ساس / غراف - رسومات وعرض
- ساس / آور - بحوث العمليات
- ساس / ETS - الاقتصاد القياسي وتحليل السلاسل الزمنية
- ساس / IML - لغة المصفوفة التفاعلية
- ساس / AF- مرفق التطبيقات
- ساس / QC - مراقبة الجودة
- ساس / INSIGHT- التنقيب عن البيانات
- ساس / PH - تحليل التجارب السريرية
- Enterprise Miner - استخراج البيانات
- Enterprise Guide - محرر الكود المستند إلى واجهة المستخدم الرسومية ومدير المشروع
- ساس EBI - مجموعة تطبيقات ذكاء الأعمال
- ساس Grid Manager - مدير بيئة الحوسبة الشبكية ساس

## التاريخ

### الأصل
بدأ تطوير ساس في عام 1966 بعد أن أعادت جامعة ولاية كارولينا الشماليَّة تعيين أنتوني بار لبرمجة تحليله لبرامج التباين والانحدار بحيث تعمل على أجهزة كمبيوتر آي بي إم سيستمز / 360. تم تمويل المشروع من قبل المعاهد الوطنية للصحة. وكان يهدف في الأصل إلى تحليل البيانات الزراعية لتحسين غلات المحاصيل. انضم إلى بار الطالب جيمس جودنايت، الذي طور الإجراءات الإحصائية للبرنامج، وأصبح الاثنان قائدين للمشروع. في عام 1968، قام بار وجودنايت بدمج الانحدار المتعدد الجديد وتحليل إجراءات التباين. في عام 1972، بعد إصدار الإصدار الأول من ساس، فقد المشروع تمويله. وفقًا لـ غودنايت، كان هذا لأن المعاهد الوطنية للصحة أرادت فقط تمويل المشاريع ذات التطبيقات الطبية. واصل غودنايت التدريس في الجامعة مقابل راتب قدره 1 دولار وإمكانية الوصول إلى أجهزة الكمبيوتر المركزية لاستخدامها مع المشروع، حتى تم تمويلها من قبل الإحصائيين الجامعيين لمحطات التجارب الجنوبية في العام التالي. انضم جون سال إلى المشروع في عام 1973 وساهم في الاقتصاد القياسي للبرنامج، والسلاسل الزمنية، وجبر المصفوفة. ساهمت إحدى المشاركات المبكرة الأخرى، كارول جي بيركنز، في برمجة ساس المبكرة. قامت كل من جولاين دبليو سيرفس وجين ت.هيلويج بإنشاء أول وثائق ساس.
تم تسمية الإصدارات الأولى من ساس على اسم العام الذي تم إصدارها فيه. في عام 1971، تم نشر ساس 71 كإصدار محدود. تم استخدامه فقط على حواسيب آي بي إم المركزية وكان يحتوي على العناصر الرئيسية لبرمجة ساس، مثل خطوة داتا والإجراءات الأكثر شيوعًا في خطوة بروس. في العام التالي، تم إصدار نسخة كاملة باسم ساس 72، والتي قدمت بيان الدمج وإضافة ميزات للتعامل مع البيانات المفقودة أو دمج مجموعات البيانات. في عام 1976، قام بار وجودنايت وسال وهيلويج بإزالة المشروع من ولاية كارولينا الشمالية ودمجه في ساس إنستيتيوت، آي إن سي.

### التطوير
تمت إعادة تصميم ساس في ساس 76 بهندسة مفتوحة تسمح للمترجمين والإجراءات. تم تحسين عبارات إدخال والحفظ INFILE حتى يتمكنوا من قراءة معظم تنسيقات البيانات المستخدمة بواسطة حواسيب آي بي إم المركزية. تمت إضافة إنشاء التقارير أيضًا من خلال عبارات PUT وملف. تمت إضافة القدرة على تحليل النماذج الخطية العامة كما كان إجراء الصيغة، والذي سمح للمطورين بتخصيص مظهر البيانات. في عام 1979، أضاف ساس 79 دعمًا لنظام التشغيل سي إم أس وقدم إجراء DATASETS. بعد ثلاث سنوات، قدم ساس 82 لغة ماكرو مبكرة وإجراء الملحق.
يحتوي الإصدار 4 من ساس على ميزات محدودة، ولكنه جعل الوصول إلى ساس أكثر سهولة. قدم الإصدار 5 لغة ماكرو كاملة، ومصفوفة، وواجهة مستخدم تفاعلية بملء الشاشة تسمى مدير العرض. في عام 1985، تمت إعادة كتابة ساس بلغة البرمجة سي. سمح ذلك لـ ساس 'المعمارية متعددة البائعين التي تسمح للبرنامج بالعمل على يونكس وإم أس دوز وويندوز. تمت كتابته سابقًا بلغة PL / I وفورتران ولغة التجميع.
في الثمانينيات والتسعينيات، أصدرت ساس عددًا من المكونات لتكملة بيز ساس. تم إصدار ساس/ غراف، الذي ينتج الرسومات، في عام 1980، بالإضافة إلى مكون ساس / إي تي أس، والذي يدعم تحليل السلاسل الزمنية والاقتصاد القياسي. تم إطلاق مكون مخصص لمستخدمي المستحضرات الصيدلانية، ساس / بي إتش- كلينكال، في التسعينيات. قامت إدارة الغذاء والدواء بتوحيد معايير ساس / بي إتش- كلينكال لتطبيقات الأدوية الجديدة في عام 2002. كما تم تقديم منتجات عمودية مثل ساس إدارة مالية وساس إدارة الثروات البشرية (التي كانت تسمى بعد ذلك رؤية المدير المالي ورؤية الموارد البشرية على التوالي). تم تطوير جامب من قبل المؤسس المشارك لـ ساس جون سال وفريق من المطورين للاستفادة من واجهة المستخدم الرسومية التي تم تقديمها في أبل ماكينتوش 1984 وتم شحنها لأول مرة في عام 1989. تم إصدار إصدارات محدثة من جامب باستمرار بعد عام 2002 وكان أحدث إصدار من عام 2016.
تم استخدام الإصدار 6 من ساس طوال التسعينيات وكان متاحًا على نطاق أوسع من أنظمة التشغيل، بما في ذلك ماكينتوش و OS / 2 وسيليكون غرافيكس وبريموس. قدمت ساس ميزات جديدة من خلال إصدارات النقاط. من 6.06 إلى 6.09، تم تقديم واجهة مستخدم تعتمد على نموذج ويندوز وأضيف دعم أس كيو أل. قدم الإصدار 7 نظام تسليم المخرجات (ODS) ومحرر نصوص محسن. تم تحسين المواد المستنفدة للأوزون في الإطلاقات المتتالية. على سبيل المثال، تمت إضافة المزيد من خيارات الإخراج في الإصدار 8. تم تقليل عدد أنظمة التشغيل التي تم دعمها إلى يونكس وويندوز و z / OS، وتمت إضافة لينكس. تم إصدار الإصدار 8 من ساس وساس إنتربرايز ماينر في عام 1999.

### التاريخ الحديث
في عام 2002، تم تقديم برنامج تيكست ماينر (Text Miner). يحلل تيكست ماينر البيانات النصية مثل رسائل البريد الإلكتروني لمعرفة الأنماط في تطبيقات ذكاء الأعمال. في عام 2004، تم إطلاق الإصدار 9.0 من ساس، والذي أطلق عليه اسم «مشروع ميركوري» وتم تصميمه لجعل ساس في متناول نطاق أوسع من مستخدمي الأعمال. أضاف الإصدار 9.0 واجهات مستخدم مخصصة بناءً على دور المستخدم وأنشأ واجهة مستخدم بنقرة ونقر في دليل ساس إنتربرايز كواجهة مستخدم رسومية أساسية للبرنامج (GUI). تم تحسين ميزات إدارة علاقات العملاء (سي أر أم) في عام 2004 باستخدام إدارة تفاعل ساس. في عام 2008، أعلنت ساس عن مشروع الوحدة، المصمم لدمج جودة البيانات وتكامل البيانات وإدارة البيانات الرئيسية.
رفعت ساس إنستيتيوت أي إن سي ضد وورلد بروجرامينج المحدوده دعوى قضائية مع مطوري تطبيق منافس، وهو نظام البرمجة العالمي، زاعموا أنهم انتهكوا حقوق نشر ساس جزئيًا من خلال تنفيذ نفس الوظيفة. تمت إحالة هذه القضية من محكمة العدل العليا في المملكة المتحدة إلى محكمة العدل الأوروبية في 11 أغسطس 2010. في مايو 2012، حكمت محكمة العدل الأوروبية لصالح البرمجة العالمية، ووجدت أن «وظيفة برنامج الكمبيوتر ولغة البرمجة لا يمكن حمايتهما بموجب حقوق النشر.»
تم تقديم نسخة مجانية للطلاب في عام 2010. كما تم إصدار ساس تحليلات الوسائط الاجتماعية، وهي أداة لمراقبة وسائل التواصل الاجتماعي والمشاركة وتحليل المشاعر، في ذلك العام. تم تقديم ساس Rapid عارض التماثيل التنبؤية (RPM)، الذي ينشئ نماذج تحليلية أساسية باستخدام مايكروسوفت اكسل، في نفس العام. أضافت جامب 9 في 2010 واجهة جديدة لاستخدام لغة البرمجة R من جامب ووظيفة إضافية لبرنامج إكسل. l. في العام التالي، تم توفير جهاز حوسبة عالية الأداء بالشراكة مع تيرا داتا وإي إم سي جرين بلوم. في عام 2011، أصدرت الشركة إنتربرايز ماينر 7.1. قدمت الشركة 27 منتجًا لإدارة البيانات من أكتوبر 2013 إلى أكتوبر 2014 وتحديثات لـ 160 منتجًا آخر. في منتدى ساس العالمي لعام 2015، أعلنت عن العديد من المنتجات الجديدة التي كانت مخصصة لمختلف الصناعات، بالإضافة إلى برامج تدريب جديدة.

### تاريخ الإصدارات
كان لـ ساس إصدارات عديدة منذ عام 1972. منذ الإصدار 9.3، أصبح لـ ساس /ستات ترقيم الإصدار الخاص به.
- 72 يناير 1972
- 76 يوليو 1976
- 79.5 أبريل 1981
- 82.4 يناير 1983
- 4.06 مارس 1984
- 5.03 يوليو 1986
- 6.01 يناير 1985 PC DOS
- 6.03 مارس 1988
- 6.06 مارس 1990
- 6.07 أبريل 1991
- 6.08 مارس 1993
- 6.09 أكتوبر 1993
- 6.10 أكتوبر 1994
- 6.11 أكتوبر 1995
- 6.12 نوفمبر 1996
- 7.0 أكتوبر 1998
- 8.0 نوفمبر 1999
- 8.1 يوليو 2000
- 8.2 مارس 2001
- 9.0 أكتوبر 2002
- 9.1 ديسمبر 2003
- 9.1.3 أغسطس 2004
- 9.2 مارس 2008 STAT 9.2
- 9.2 م 2 أبريل 2010 STAT 9.22
- 9.3 يوليو 2011 STAT 9.3
- 9.3M2 أغسطس 2012 STAT 12.1.2
- 9.4 يوليو 2013 STAT 12.3
- 9.4 مليون 1 ديسمبر 2013 STAT 13.1
- 9.4M2 أغسطس 2014 STAT 13.2
- 9.4M3 يوليو 2015 STAT 14.1.2
- 9.4M4 نوفمبر 2016 STAT 14.2.2
- 9.4 مليون 5 سبتمبر 2017 STAT 14.3.2
- 9.4M6 نوفمبر 2018 STAT 15.1.2
- 9.4M7 أغسطس 2020 STAT 15.2.2 تحديث

## منتجات البرمجيات
اعتبارًا من عام 2011، كانت أكبر مجموعة منتجات ساس هي خطها لذكاء العملاء. يمكن استخدام العديد من وحدات ساس للويب والوسائط الاجتماعية وتحليلات التسويق لتوصيف العملاء والتوقعات، والتنبؤ بسلوكياتهم وإدارة الاتصالات وتحسينها. توفر ساس أيضًا إطار عمل ساس للاحتيال. تتمثل الوظيفة الأساسية لإطار العمل في مراقبة المعاملات عبر مختلف التطبيقات والشبكات والشركاء واستخدام التحليلات لتحديد الحالات الشاذة التي تشير إلى الاحتيال. يوفر ساس مشروع GRC (الحوكمة والمخاطر والامتثال) نماذج للمخاطر وتحليل السيناريو والوظائف الأخرى من أجل إدارة وتصور المخاطر والامتثال وسياسات الشركة. هناك أيضًا مجموعة منتجات ساس مشروع إدارة مخاطر المؤسسة مصممة أساسًا للبنوك ومؤسسات الخدمات المالية.
يشار إلى منتجات ساس لمراقبة وإدارة عمليات أنظمة تكنولوجيا المعلومات مجتمعة باسم ساس تكنولوجيا معلومات حلول الإدارة. تجمع ساس البيانات من مختلف أصول تكنولوجيا المعلومات حول الأداء والاستخدام، ثم تقوم بإنشاء التقارير والتحليلات. تعمل منتجات إدارة الأداء في ساس على توحيد وتقديم عروض رسومية لمؤشرات الأداء الرئيسية (KPIs) على مستوى الموظف والإدارة والمستوى التنظيمي. يتم تقديم مجموعة منتجات ساس استخبارات سلسلة التوريد لتلبية احتياجات سلسلة التوريد، مثل التنبؤ بالطلب على المنتج وإدارة التوزيع والمخزون وتحسين الأسعار. هناك أيضًا مجموعة برامج «ساس من أجل إدارة الاستدامة» للتنبؤ بالآثار البيئية والاجتماعية والاقتصادية وتحديد العلاقات السببية بين العمليات والتأثير على البيئة أو النظام البيئي. تمتلك ساس مجموعات منتجات لصناعات محددة، مثل الحكومة، وتجارة التجزئة، والاتصالات، والفضاء، ولتحسين التسويق أو الحوسبة عالية الأداء.

### إصدار الجامعة المجاني
تقدم ساس أيضًا إصدارًا جامعيًا مجانيًا يمكن لأي شخص تنزيله للاستخدام غير التجاري. يبدو أن الإعلان الأول بخصوص إصدار الجامعة المجاني هذا ظهر في الصحف في 28 مايو 2014.

### مقارنة مع المنتجات الأخرى
انظر أيضا: مقارنة الحزم الإحصائية
في مقال نشر في عام 2005 لمجلة الزواج والأسرة يقارن الحزم الإحصائية من ساس ومنافسيها ستاتا وإس بي إس إس، كتب آلان سي أكوك أن برامج ساس توفر «مجموعة غير عادية من مهام تحليل البيانات وإدارة البيانات»، ولكن كان من الصعب استخدامها وتعلم. في الوقت نفسه، كان كل من إس بي إس إس وستاتا أسهل في التعلم (مع توثيق أفضل) ولكنهما كانا يتمتعان بقدرات تحليلية أقل قدرة، على الرغم من أنه يمكن توسيعها من خلال الوظائف الإضافية المدفوعة (في إس بي إس إس) أو المجانية (في ستاتا). خلص أكوك إلى أن ساس هو الأفضل لمستخدمي الطاقة، في حين أن المستخدمين العرضيين سيستفيدون أكثر من إس بي إس إس وستاتا. أعطت مقارنة من قبل جامعة كاليفورنيا، لوس أنجلوس، نتائج مماثلة. يعلن المنافسون مثل Revolution Analytics ومختبرات بيانات جبال الألب عن منتجاتهم على أنها أرخص بكثير من منتجات ساس. في مقارنة عام 2011، وجد دوج هينشن من إينفورمأيشنويك أن رسوم بدء التشغيل للثلاثة متشابهة، على الرغم من أنه اعترف بأن رسوم البداية لم تكن بالضرورة أفضل أساس للمقارنة. لا يتم ترجيح نموذج أعمال ساس بنفس القدر على الرسوم الأولية لبرامجها، وبدلاً من ذلك يركز على الإيرادات من رسوم الاشتراك السنوي.

## التبني
وفقًا لـ IDC، تعد ساس أكبر مالك لحصة السوق في «التحليلات المتقدمة» بنسبة 35.4 في المائة من السوق اعتبارًا من 2013. وهي خامس أكبر حامل في السوق لبرامج ذكاء الأعمال بحصة 6.9% وأكبر بائع مستقل. تتنافس في سوق آي بي ضد التكتلات، مثل إس إيه بي كائنات أعمال وآي بي إم كوجنوس و SPSS Modeler وأوراسل Hyperion ومايكروسوفت باور بي أي. تم تسمية ساس في رباعي Gartner Leader لأداة تكامل البيانات وذكاء الأعمال والمنصات التحليلية. وجدت دراسة نُشرت في 2011 في BMC Health Services Research أن ساس تم استخدامه في 42.6 بالمائة من تحليلات البيانات في أبحاث الخدمات الصحية، بناءً على عينة من 1139 مقالة مأخوذة من ثلاث مجلات.

## قراءات إضافية
- Greenberg، Bernard G.؛ Cox، Gertrude M.؛ Mason، David D.؛ Grizzle، James E.؛ Johnson، Norman L.؛ Jones، Lyle V.؛ Monroe، John؛ Simmons، Gordon D. Jr. (1978). Nourse, E. Shepley (المحرر). "Statistical Training and Research: The University of North Carolina System". International Statistical Review. ج. 46 ع. 2: 171–207. DOI:10.2307/1402812. JSTOR:1402812.
- Wikiversity:Data Analysis using the SAS Language

## روابط خارجية
- الموقع الرسمي
- Free Statistical Software, SAS University Edition
- A Glossary of SAS terminology
- SAS for Developers
- The SAS customer community Wiki